# معرکه‌گیری

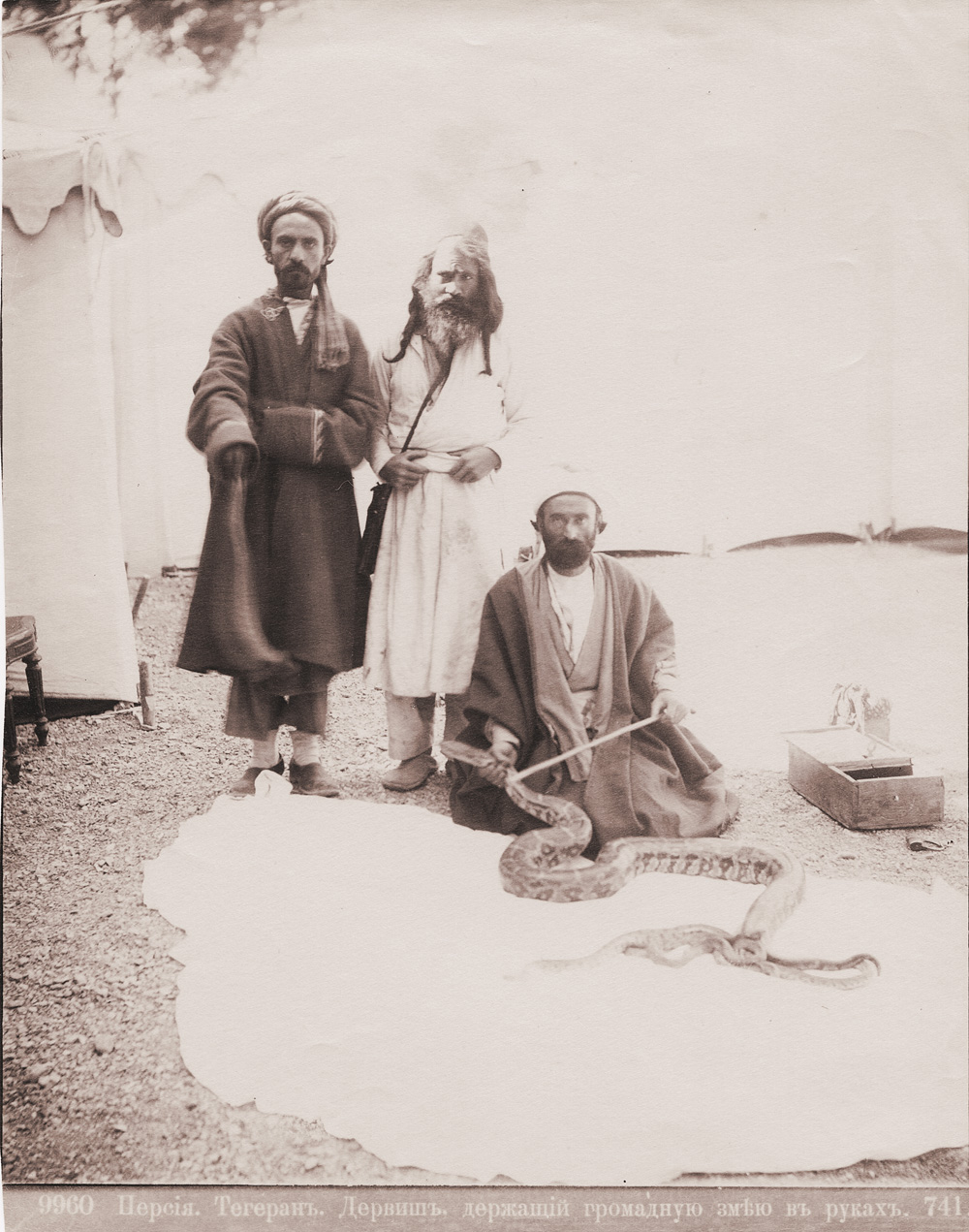
درویش مارگیر، سال ۱۸۷۰ تهران

معرکه‌گیری نوعی نمایش عمومی است که در آن «معرکه‌گیر» با انجام اعمالی جالب، بینندگان را که دور تا دور محل اجراء جمع می‌شوند، سرگرم می‌سازد. معرکه‌گیری در ایران و احتمالاً بعضی از دیگر کشورهای غرب آسیا، نمایشی است سنتی از برخی حرکات قدرتی همچون پاره کردن زنجیر با زور بازوان، شکاندن سنگ با دست یا بازی با مار سمّی است.
تماشای معرکه، رایگان است ولی در حین نمایش یا پس از اتمام معرکه، تماشاگران داوطلبانه به معرکه گیر مبلغی به عنوان هدیه می‌دهند. معرکه‌گیری به شکل سنتی آن تقریباً در حال از بین رفتن است و به ندرت در دور و اطراف شهرها اجرا می‌شود.

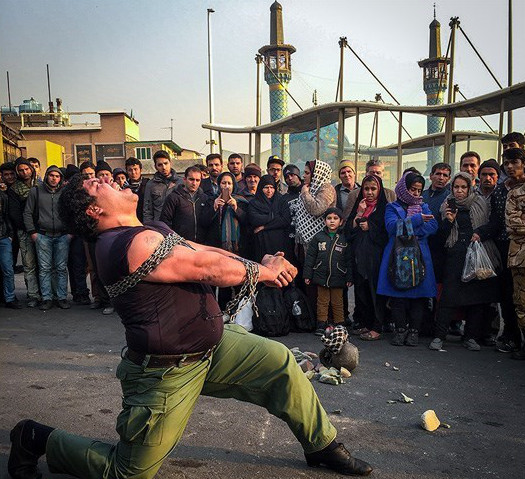
معرکه‌گیری در میدان تجریش، دی ۱۳۹۴
معرکه‌گیری در امام زاده داوود، شمال تهران - ۱۰ تیر ۱۳۹۰